# Las wisielców
Las wisielców (rum. Pădurea spânzuraților) – powieść rumuńskiego pisarza Liviu Rebreanu wydana w 1922 roku.

## Treść
Głównym bohaterem powieści jest Apostoł Bologa syn rumuńskiego prawnika z Siedmiogrodu. Zostaje wcielony do armii austro-węgierskiej i walczy na froncie podczas I wojny światowej. Miłość i śmierć powoduje jego duchową przemianę.

## Adaptacja filmowa
Powieść została zekranizowana w 1965 roku. Liviu Ciulei, reżyser „Lasu powieszonych”, będącego wierną adaptacją książki Rebreanu, otrzymał za swą adaptację nagrodę w Cannes dla najlepszego reżysera.

## Polskie wydanie
Po raz pierwszy w Polsce powieść została wydana w 1931 roku przez krakowskie Wydawnictwo Literacko-Naukowe w przekładzie Stanisława Łukasika. Po raz kolejny została przetłumaczona w 1980 roku i wydana przez Państwowy Instytut Wydawniczy w tłumaczeniu Stanisława Bika.